# Кун Киран
Кун Киран (Кункиран) (д/н — 1280) — 2-й хан Білої Орди у 1251—1280 роках. З монгольської мови ім'я перекладається як «Сильний та вправний»

## Життєпис
Четвертий син хана Орда Іхена. 1251 року спадкував владу. На той час був досить молодим. Зберігав вірність Бату, хану Золотої Орди, та його наступникам. Водночас мав гарні відносини з великими монгольськими каганами, зокрема Мунке. Допоміг останньому знищити ворогів з роду Угедеїдів.
Його ставка розміщувалася в місцині Каялика, а володіння поширилися до Отрару. Мирні відносини з усіма сусідами сприяли наповненню скарбниці, посиленню улуса та збільшенню населення. До кінця панування досяг більшої самостійності від Золотої Орди, яка вела війни з Хулагуїдами на Кавказі. Разом з тим в середині 1260-х років фактично вимушений був розділити владу з небожами Конши і Тимур-Букою, що отримали титули нойонів.
Помер Кун Киран 1280 року. Владу перебрав Конши.